# Delair Bridge
Die Delair Bridge ist eine Eisenbahnhub- und ehemalige -drehbrücke über den Delaware, die von Philadelphia im US-Bundesstaat Pennsylvania hinüber nach Pennsauken im Bundesstaat New Jersey führt. Sie liegt rund 8,7 km Luftlinie nordöstlich des Stadtzentrums von Philadelphia und unmittelbar südlich der Betsy Ross Bridge der New Jersey State Route 90.
Die Stahlfachwerkbrücke ist insgesamt 4.396 Fuß (1.339,9 m) und ohne Rampen 1.943 Fuß (592,2 m) lang, hat eine reguläre Durchfahrtshöhe von 50 Fuß (15,24 m) und trägt zwei Gleise. Die Hubbrücke hat eine lichte Weite von 542 Fuß (165,2 m), die maximale Durchfahrtshöhe beträgt 135 Fuß (41,15 m).
Die Delair Bridge war die erste befestigte Querung des unteren Delaware überhaupt. Der Name Delair rührt von dem Stadtviertel auf New Jerseyer Seite her, das sich unmittelbar an der Brückenauffahrt befand. Die Gegend heißt heute Delair Junction.
Die Brücke wurde 1895–96 von der Pennsylvania Railroad (PRR) zunächst als Drehbrücke errichtet. Da die Breite des Flusses, der Tidenhub und der sumpfige Untergrund die Anlage von Fundamenten erschwerte, mussten die Öffnungen sehr breit angelegt werden. Dazu erforderte der starke Schiffsverkehr eine möglichst große Durchfahrtshöhe. Man entschied sich schließlich für eine Brücke aus Stahlfachwerk mit vier Öffnungen, wobei die von Westen her gesehen dritte Öffnung als bewegliches Element diente. Dieses war mittig gelagert und 323 Fuß (98,45 m) lang.
In den 1950er Jahren plante das United States Army Corps of Engineers, den unteren Delaware als Schifffahrtsweg weiter auszubauen. Hierfür wurde eine lichte Brückenweite von mindestens 500 Fuß gefordert, wofür das bisherige bewegliche Element zu schmal gewesen wäre. So wurde die zweite Brückenöffnung zu einer Hubbrücke umgebaut und das Drehelement außer Betrieb genommen.
Die Brücke wird hauptsächlich von Güterzügen befahren. Im Personenverkehr führt seit 1989 die Atlantic City Line von Philadelphia nach Atlantic City über die Brücke.